# Herkomer-Konkurrenz

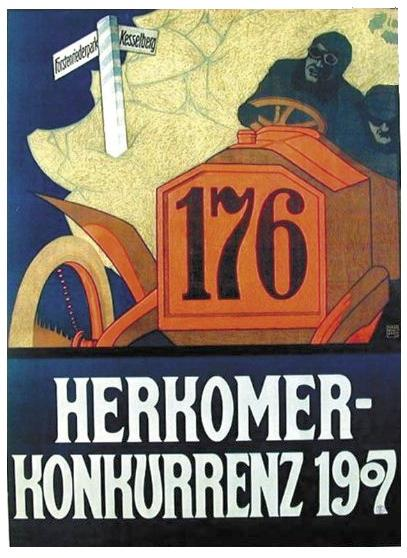
Herkomer-Konkurrenz 1907, Plakat von Hans Rudi Erdt

Die Herkomer-Konkurrenzen waren in deutschen Landen gefahrene Tourenwagen-Rallyes, 1905 initiiert vom fortschrittsbegeisterten Maler, Universalkünstler und Automobilisten Hubert von Herkomer. Damit ist die Herkomer-Konkurrenz die älteste Tourenwagen-Rallye der Welt. Die Rennen wurden als Zuverlässigkeitsprüfung angelegt und trugen erheblich dazu bei, das Automobil in Deutschland populär zu machen.
Auf alljährlich verlängerter Strecke wurde diese Zuverlässigkeitsprüfung auch 1906 und 1907 ausgetragen und erfuhr großes öffentliches Interesse.

## Vorgeschichte
1902 hatte Selwyn Francis Edge den Gordon-Bennett-Cup von Paris nach Innsbruck für Großbritannien gewonnen, worauf das Land gemäß Reglement das nächste Rennen ausrichten durfte und sollte. Da jedoch das englische Gesetz „bedenkliche“ Geschwindigkeiten von mehr als 12 mph (18 km/h) damals untersagte und auch keine Ausnahmegenehmigung für das Rennen erteilt wurde, war man genötigt, den Austragungsort zu verlegen: Einer von Herkomers Kunden, der motorsportbegeisterte Earl of Dudley, britischer General-Gouverneur Irlands, veranstaltete es in seinem Verantwortungsbereich, nämlich bei Ballyshannon.
Hubert von Herkomer war unter den Geladenen, war fasziniert und wollte Derartiges auch in seinem ursprünglichen Heimatland abhalten lassen. Allerdings gewann das Rennen von 1903 der Belgier Camille Jenatzy in einem 60 PS DMG aus Cannstatt (also einem Mercedes), wodurch Deutschland zum Austragungsort 1904 wurde. Der frühest sinnvolle Zeitpunkt für ein ähnliches Ereignis war demgemäß 1905.

Herkomer gestaltete selbst die 40 kg schwere Sieger-Trophäe aus Sterlingsilber und gewährte dem Sieger eines der damals begehrten Porträts aus seiner Hand. Nicht zuletzt wegen seines persönlichen Engagements fanden sich Teilnehmer aus bedeutenden Kreisen des Hoch- und des Geldadels ein: Mit dabei waren beispielsweise Prinz Heinrich von Preußen (der Bruder des Kaisers), Herzog Ludwig in Bayern, Prinzessin von Isenburg (goldene Plakette 1907), ein Herzog von Arenberg, Prinz Josef von Battenberg, der Herzog von Bojano und Lord Montague of Beaulieu. Weiters beispielsweise August Horch, Karl Fichtel, Ernst Sachs, Ernst Büssing, Edgar Ladenburg, Heinrich Opel oder Vincenzo Lancia.
Der Pokal gilt seitdem als wertvoller privater Automobilpreis der Welt. In seinen auf Englisch verfassten Autobiografien erwähnte der Künstler die Herkomer-Konkurrenz allerdings nicht.

## Erstes Rennen 1905

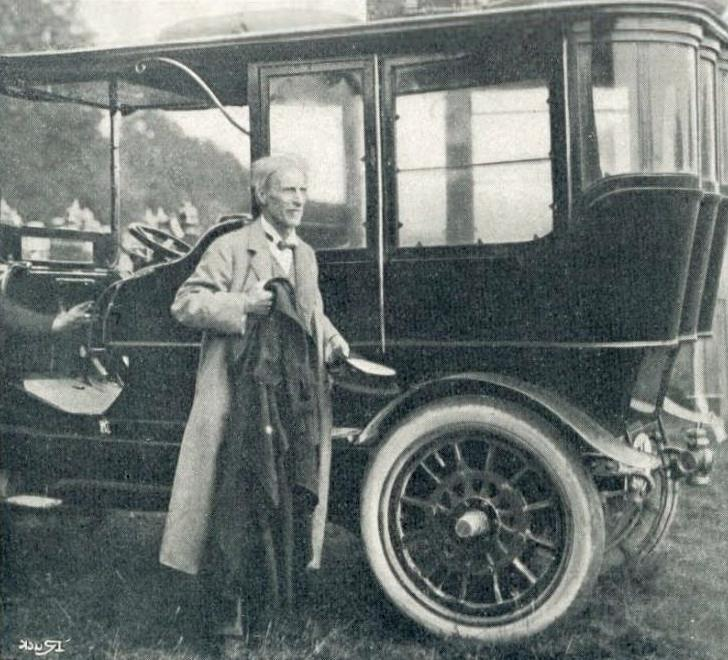
Hubert von Herkomer bei der Herkomer-Konkurrenz August 1905

Edgar Ladenburg (l.) und Hubert von Herkomer (r.), Herkomer-Konkurrenz 1905

Ausgerichtet wurde das Rennen zwar vom Bayerischen Automobil-Club, doch nahm der Initiator und Sponsor erheblichen Einfluss auf das Reglement. Zusammen mit dem Präsidenten des BAC verfasste Herkomer das Reglement. Vorgeschrieben waren mindestens vier bequeme Sitze mit Rückenlehnen, Motorhaube, Kotflügel, Beleuchtung, Regenschutz, Werkzeug und Stauraum für Gepäck. Ziel war, „dass sich ein praktischer und zuverlässiger Reisewagen entwickle, der für weite Kreise erschwinglich sei.“ Regelverstöße wurden durch Kontrolleure bewertet, die in jedem Fahrzeug mitfuhren – auch Reifenpannen brachten Strafpunkte. Die ersten Konkurrenzen wurden durch die Vergabe von Punkten durch eine Kommission entschieden. Dieses Rennen wurde auf einer Strecke von 937,1 km abgehalten und hatte 91 Teilnehmer. Laut einer entsprechenden Anzeige gewann der Wicküler’s 45 HP Metallurgique Wagen mit der Herkomer-Karrosserie Kruck aus dem Hofwagenbau Georg Kruck Frankfurt a. M. den I. Preis.

## 1906
159 Teilnehmer, 1700 km auf der Strecke Frankfurt – München – Linz – Wien – Klagenfurt – Innsbruck – München (Forstenrieder Park – damals am Stadtrand), vom 6. bis 12. Juni, in sechs Etappen. Sieger war der Zwickauer Rechtsanwalt Dr. jur. Rudolf Stöss auf einem Horch 18/20.

## 1907

Start zur Herkomer-Fahrt 1907: Friedrich August III., König von Sachsen, beim Start in Dresden (oben) sowie Ludwig Herzog von Bayern

Die dritte und letzte echte Herkomer-Konkurrenz fand über 1818,7 km statt und hatte 161 Teilnehmer. Es war die weltweit anspruchsvollste Langfahrt. Als besondere Zuschauer-Attraktionen hatte man Kilometer-, Berg- und Geschwindigkeitsprüfungen eingeführt.
Gesamtsieger aller drei Konkurrenzen war der Münchner Edgar Ladenburg, Sohn eines Bankiers. Sein Siegerportrait hängt heute im Herkomer Museum in Landsberg.

## 21. Jahrhundert
Die Idee einer Oldtimer-Rallye in der Gegend um den Ammersee unter diesem Namen wurde 1997 erstmals verwirklicht. Der Bewerb wird im Zweijahresrhythmus abgehalten, mit Ausnahme von 2006, als wegen des Centennium-Jubiläums eine Veranstaltung eingeschoben wurde. Zugelassen sind Fahrzeuge bis Baujahr 1930. Herkomer-Konkurrenz ist jetzt ein eingetragenes Markenzeichen.